# あっぱれ大将軍
あっぱれ大将軍（あっぱれだいしょうぐん）は、ロッテによって1987年に製作・販売されたオマケシール付きチョコ菓子。

## 概要
ビックリマンと同じく反後四郎が手がけた。ビックリマンシールがほぼ正方形だったのに対し、「あっぱれ～」は縦が長い長方形。
温度によって絵柄が変化する温感シール（幕府軍）と冷感シール（朝廷軍）を使用。
ビックリマンと平行して発売され、第5弾まで発売されたがまもなく打ち切りとなった。
登場キャラクターは主に江戸時代や承久の乱などの鎌倉時代をモチーフにしているが、シリーズが進むにつれて明治維新の要素も含まれるようになった。